# Viseu Dão-Lafões

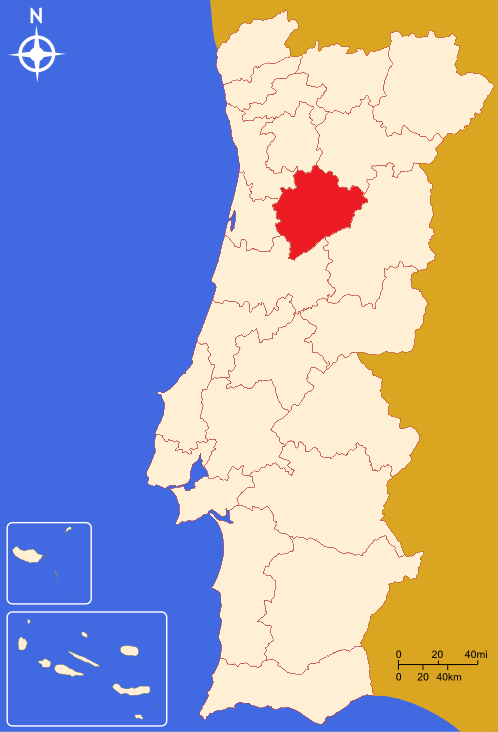
Localização da sub-região de Viseu Dão-Lafões

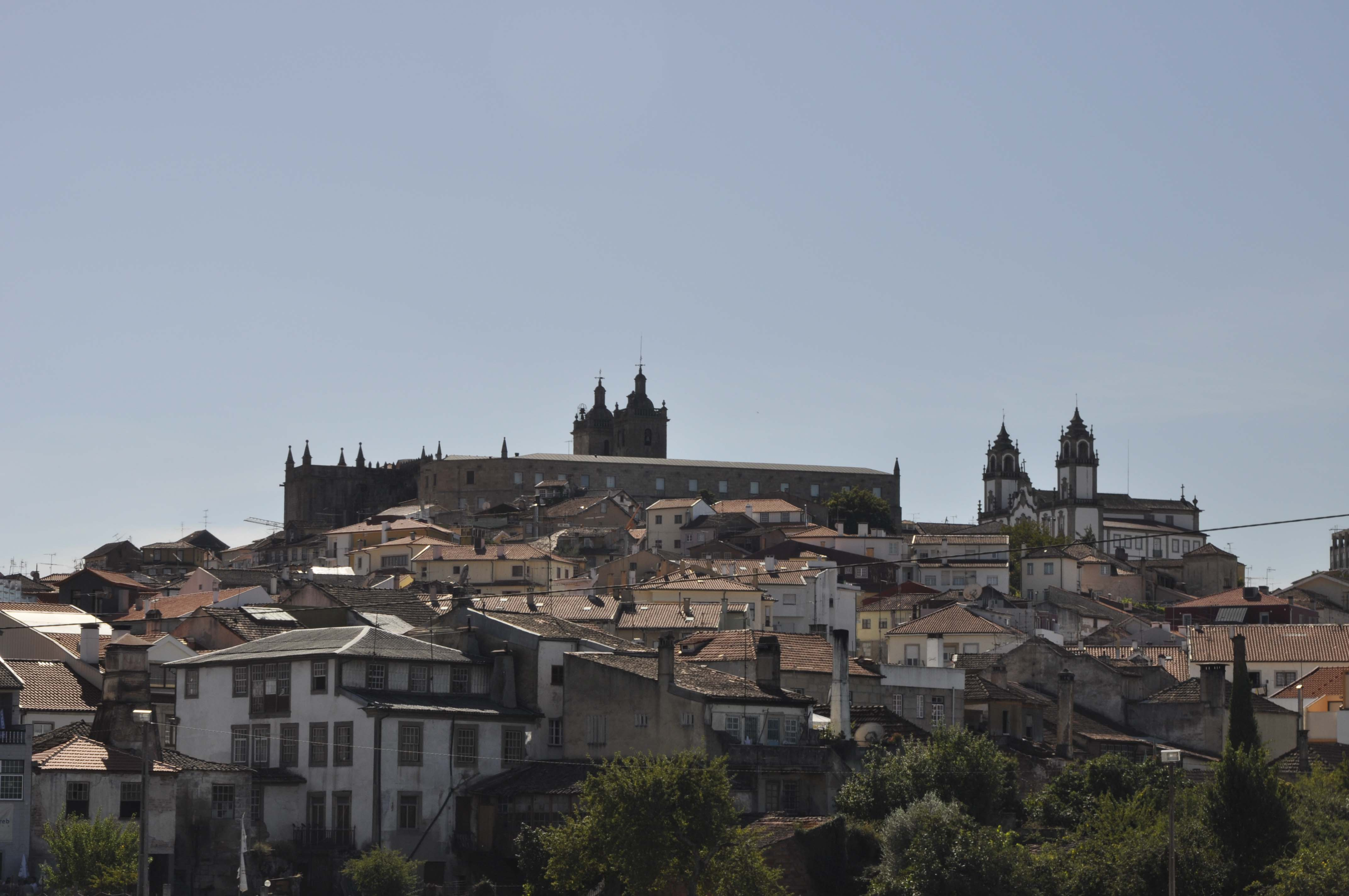
Cidade de Viseu

Viseu Dão-Lafões é uma sub-região portuguesa situada no centro-norte do país, pertencendo à região do Centro. Tem uma extensão total de 3 238 km2, 254 169 habitantes em 2021 e uma densidade populacional de 79 habitantes por km2.
Está composta por 14 municípios e 156 freguesias, sendo a cidade de Viseu a cidade administrativa e um dos principais núcleos urbanos da sub-região. Com 59.469 habitantes na sua área urbana e 100.237 habitantes em todo o município, é a maior cidade e o maior município da sub-região, sendo limitada a noroeste com a Área Metropolitana do Porto, a norte com o Tâmega e Sousa, a nordeste com o Douro, a leste com as Beiras e Serra da Estrela, a sul com a Região de Coimbra e a oeste com a Região de Aveiro.

## Municípios
Compreende 14 concelhos:
- Aguiar da Beira
- Carregal do Sal
- Castro Daire
- Mangualde (cidade)
- Nelas
- Oliveira de Frades
- Penalva do Castelo
- Santa Comba Dão (cidade)
- São Pedro do Sul (cidade)
- Sátão
- Tondela (cidade)
- Vila Nova de Paiva
- Viseu (cidade)
- Vouzela

| Município          | Freguesias | Área (km2) | População (2021) | Densidade |
| ------------------ | ---------- | ---------- | ---------------- | --------- |
| Aguiar da Beira    | 10         | 206,77     | 5 314            | 26        |
| Carregal do Sal    | 5          | 116,89     | 9 086            | 78        |
| Castro Daire       | 16         | 379,04     | 13 683           | 36        |
| Mangualde          | 12         | 219,26     | 18 365           | 84        |
| Nelas              | 7          | 125,71     | 13 209           | 105       |
| Oliveira de Frades | 8          | 145,35     | 9 658            | 66        |
| Penalva do Castelo | 11         | 134,34     | 7 330            | 55        |
| Santa Comba Dão    | 6          | 111,95     | 10 789           | 96        |
| São Pedro do Sul   | 14         | 348,95     | 15 177           | 43        |
| Sátão              | 9          | 201,94     | 11 028           | 55        |
| Tondela            | 19         | 371,22     | 25 899           | 70        |
| Vila Nova de Paiva | 5          | 175,53     | 4 685            | 27        |
| Viseu              | 25         | 507,10     | 100 237          | 198       |
| Vouzela            | 9          | 193,69     | 9 709            | 50        |
| Viseu Dão-Lafões   | 156        | 3 238      | 254 169          | 79        |